# Baie Saint-Simon

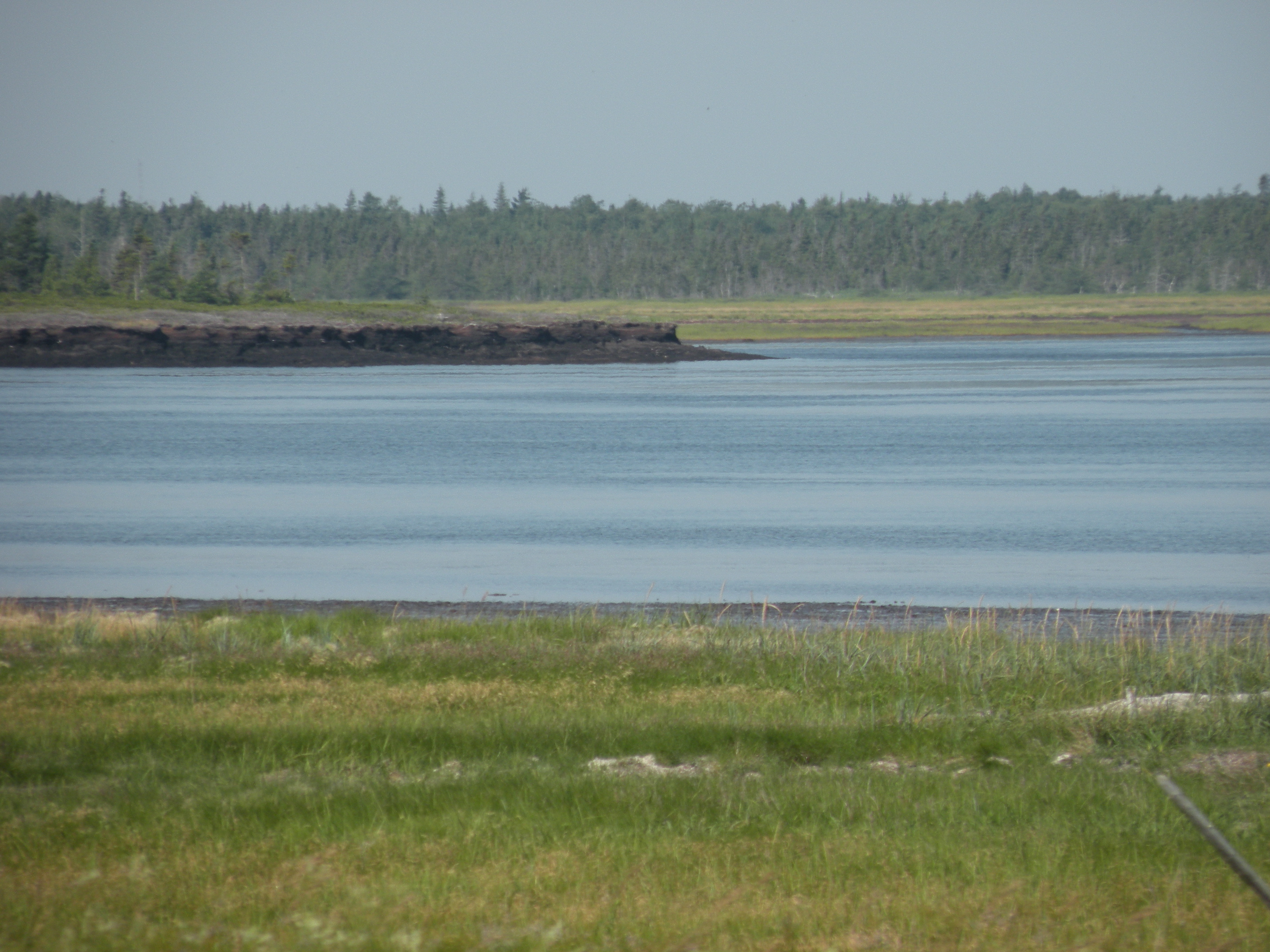
La baie et les falaises de tourbe.

La baie Saint-Simon est située au nord-est du Nouveau-Brunswick, au Canada. Elle comporte un bras nord, orienté ouest-est, et un bras sud, orienté sud-nord. Les deux bras se rencontrent pour former l'embouchure de la baie, qui comprend un bras plus petit, la baie Brûlée. Le principal affluent est la rivière Saint-Simon. Dans la baie se trouvent Pokesudie, l'Îlette de Pokesudie, l'île à William, l'île Sandy et l'île Munro. Le littoral de la baie est en grande partie sauvage. Elle est bordée au sud et à l'est par la plaine de Shippagan. Les hameaux situés sur le littoral sont Saint-Simon, Morais, Haut-Shippagan et Pointe-Brûlé. La baie Saint-Simon rejoint la baie de Shippagan entre Pokesudie et la pointe Brûlé.
La baie forme un obstacle pour le transport vers Shippagan, l'île de Lamèque et Miscou. Un projet de pont ou de chaussée permettant de relier Morais à Haut-Shippagan existe depuis plusieurs décennies.
La baie est nommée d'après le Capitaine Saint-Simon . 